# Pik Maksima Gornogo
Pik Maksima Gornogo (ryska: Pik Maksima Gor’nogo, Пик Максима Горьного) är en bergstopp i Kirgizistan.   Den ligger i oblastet Ysyk-Köl Oblusu, i den östra delen av landet, 500 km öster om huvudstaden Bisjkek. Toppen på Pik Maksima Gornogo är 6 040 meter över havet, eller 588 meter över den omgivande terrängen. Bredden vid basen är 2,6 km.
Terrängen runt Pik Maksima Gornogo är huvudsakligen mycket bergig. Runt Pik Maksima Gornogo är det mycket glesbefolkat, med 5 invånare per kvadratkilometer. Det finns inga samhällen i närheten. Trakten runt Pik Maksima Gornogo är permanent täckt av is och snö.